# Флімс
Флімс (нім. Flims) — громада  в Швейцарії в кантоні Граубюнден, регіон Імбоден.

## Географія
Громада розташована на відстані близько 140 км на схід від Берна, 19 км на захід від Кура.
Флімс має площу 50,5 км², з яких на 4,5% дозволяється будівництво (житлове та будівництво доріг), 32,8% використовуються в сільськогосподарських цілях, 28,8% зайнято лісами, 34% не є продуктивними (річки, льодовики або гори).

## Демографія
2019 року в громаді мешкало 2912 осіб (+9,5% порівняно з 2010 роком), іноземців було 24,2%. Густота населення становила 58 осіб/км².
За віковим діапазоном населення розподілялося таким чином: 14,5% — особи молодші 20 років, 62,9% — особи у віці 20—64 років, 22,7% — особи у віці 65 років та старші. Було 1488 помешкань (у середньому 1,9 особи в помешканні).
Із загальної кількості 1767 працюючих 42 було зайнятих в первинному секторі, 332 — в обробній промисловості, 1393 — в галузі послуг.